# 1976年のナショナルリーグチャンピオンシップシリーズ
1976年の野球において、メジャーリーグベースボール（MLB）のポストシーズンは10月9日に開幕した。ナショナルリーグの第8回リーグチャンピオンシップシリーズ（英語: 8th National League Championship Series、以下「リーグ優勝決定戦」と表記）は、同日から12日にかけて計3試合が開催された。その結果、シンシナティ・レッズ（西地区）がフィラデルフィア・フィリーズ（東地区）を3勝0敗で下し、2年連続8回目のリーグ優勝およびワールドシリーズ進出を果たした。
レギュラーシーズンで100勝以上を挙げた球団どうしがリーグ優勝決定戦で対戦するのは、1971年のアメリカンリーグ優勝決定戦以来5年ぶり2度目。この年のレギュラーシーズンでは両球団は12試合対戦し、フィリーズが7勝5敗と勝ち越していた。この年のペンシルベニア州フィラデルフィアは、同市での13植民地によるアメリカ独立宣言から200周年の節目の年であったことや、フィリーズが1950年のワールドシリーズ以来26年ぶりにポストシーズンへ進出したことなどから盛り上がっていたが、レッズはフィリーズに1勝もさせなかった。このあとレッズは、ワールドシリーズでもアメリカンリーグ王者ニューヨーク・ヤンキースを4勝0敗で下し、2年連続4度目の優勝を成し遂げた。リーグ優勝決定戦が導入された1969年以降、ポストシーズン全勝優勝は今回のレッズが初であり、2025年現在も史上唯一である。

## 試合結果
1976年のナショナルリーグ優勝決定戦は10月9日に開幕し、途中に移動日を挟んで4日間で3試合が行われた。日程・結果は以下の通り。
| 日付                                                | 試合  | ビジター球団（先攻）         | スコア | ホーム球団（後攻）           | 開催球場                   | 開催球場                                               |
| --------------------------------------------------- | ----- | ---------------------------- | ------ | ---------------------------- | -------------------------- | ------------------------------------------------------ |
| 10月09日（土）                                      | 第1戦 | シンシナティ・レッズ         | 6－3   | フィラデルフィア・フィリーズ | ベテランズ・スタジアム     | ベテランズ・ · スタジアムリバーフロント・ · スタジアム |
| 10月10日（日）                                      | 第2戦 | シンシナティ・レッズ         | 6－2   | フィラデルフィア・フィリーズ | ベテランズ・スタジアム     | ベテランズ・ · スタジアムリバーフロント・ · スタジアム |
| 10月11日（月）                                      |       | 移動日                       | 移動日 | 移動日                       |                            | ベテランズ・ · スタジアムリバーフロント・ · スタジアム |
| 10月12日（火）                                      | 第3戦 | フィラデルフィア・フィリーズ | 6－7x  | シンシナティ・レッズ         | リバーフロント・スタジアム | ベテランズ・ · スタジアムリバーフロント・ · スタジアム |
| 優勝：シンシナティ・レッズ（3勝0敗 / 2年連続8度目） |       |                              |        |                              |                            | ベテランズ・ · スタジアムリバーフロント・ · スタジアム |

### 第1戦 10月9日
- ベテランズ・スタジアム（ペンシルベニア州フィラデルフィア）

|                              | 1 | 2 | 3 | 4 | 5 | 6 | 7 | 8 | 9 | R | H  | E |
| ---------------------------- | - | - | - | - | - | - | - | - | - | - | -- | - |
| シンシナティ・レッズ         | 0 | 0 | 1 | 0 | 0 | 2 | 0 | 3 | 0 | 6 | 10 | 0 |
| フィラデルフィア・フィリーズ | 1 | 0 | 0 | 0 | 0 | 0 | 0 | 0 | 2 | 3 | 6  | 1 |

1. 勝利：ドン・ガレット（1勝）
2. 敗戦：スティーブ・カールトン（1敗）
3. 本塁打
CIN：ジョージ・フォスター1号ソロ
4. 審判
［球審］エド・スドル
［塁審］一塁: ジェリー・デイル、二塁: ディック・ステーロ、三塁: エド・バーゴ
［外審］左翼: ダグ・ハーヴェイ、右翼: テリー・テイタ
5. 夜間試合  試合時間: 2時間39分  観客: 6万2640人
詳細: MLB.com Gameday / Baseball-Reference.com

| シンシナティ・レッズ | シンシナティ・レッズ | シンシナティ・レッズ | シンシナティ・レッズ | シンシナティ・レッズ                                                                                      | フィラデルフィア・フィリーズ | フィラデルフィア・フィリーズ | フィラデルフィア・フィリーズ | フィラデルフィア・フィリーズ | フィラデルフィア・フィリーズ                                                                                    |
| -------------------- | -------------------- | -------------------- | -------------------- | --- | ---------------------------- | ---------------------------- | ---------------------------- | ---------------------------- | --- |
| 打順                 | 守備                 | 選手                 | 打席                 | D・ガレットJ・ベンチT・ペレスJ・モーガンP・ローズD・コンセプシオンG・フォスターC・ジェロニモK・グリフィー | 打順                         | 守備                         | 選手                         | 打席                         | S・カールトンT・マッカーバーD・アレンD・キャッシュM・シュミットL・ボーワG・ルジンスキーG・マドックスO・ブラウン |
| 1                    | 三                   | P・ローズ            | 両                   | D・ガレットJ・ベンチT・ペレスJ・モーガンP・ローズD・コンセプシオンG・フォスターC・ジェロニモK・グリフィー | 1                            | 二                           | D・キャッシュ                | 右                           | S・カールトンT・マッカーバーD・アレンD・キャッシュM・シュミットL・ボーワG・ルジンスキーG・マドックスO・ブラウン |
| 2                    | 右                   | K・グリフィー        | 左                   | D・ガレットJ・ベンチT・ペレスJ・モーガンP・ローズD・コンセプシオンG・フォスターC・ジェロニモK・グリフィー | 2                            | 中                           | G・マドックス                | 右                           | S・カールトンT・マッカーバーD・アレンD・キャッシュM・シュミットL・ボーワG・ルジンスキーG・マドックスO・ブラウン |
| 3                    | 二                   | J・モーガン          | 左                   | D・ガレットJ・ベンチT・ペレスJ・モーガンP・ローズD・コンセプシオンG・フォスターC・ジェロニモK・グリフィー | 3                            | 三                           | M・シュミット                | 右                           | S・カールトンT・マッカーバーD・アレンD・キャッシュM・シュミットL・ボーワG・ルジンスキーG・マドックスO・ブラウン |
| 4                    | 一                   | T・ペレス            | 右                   | D・ガレットJ・ベンチT・ペレスJ・モーガンP・ローズD・コンセプシオンG・フォスターC・ジェロニモK・グリフィー | 4                            | 左                           | G・ルジンスキー              | 右                           | S・カールトンT・マッカーバーD・アレンD・キャッシュM・シュミットL・ボーワG・ルジンスキーG・マドックスO・ブラウン |
| 5                    | 左                   | G・フォスター        | 右                   | D・ガレットJ・ベンチT・ペレスJ・モーガンP・ローズD・コンセプシオンG・フォスターC・ジェロニモK・グリフィー | 5                            | 一                           | D・アレン                    | 右                           | S・カールトンT・マッカーバーD・アレンD・キャッシュM・シュミットL・ボーワG・ルジンスキーG・マドックスO・ブラウン |
| 6                    | 捕                   | J・ベンチ            | 右                   | D・ガレットJ・ベンチT・ペレスJ・モーガンP・ローズD・コンセプシオンG・フォスターC・ジェロニモK・グリフィー | 6                            | 右                           | O・ブラウン                  | 右                           | S・カールトンT・マッカーバーD・アレンD・キャッシュM・シュミットL・ボーワG・ルジンスキーG・マドックスO・ブラウン |
| 7                    | 遊                   | D・コンセプシオン    | 右                   | D・ガレットJ・ベンチT・ペレスJ・モーガンP・ローズD・コンセプシオンG・フォスターC・ジェロニモK・グリフィー | 7                            | 捕                           | T・マッカーバー              | 左                           | S・カールトンT・マッカーバーD・アレンD・キャッシュM・シュミットL・ボーワG・ルジンスキーG・マドックスO・ブラウン |
| 8                    | 中                   | C・ジェロニモ        | 左                   | D・ガレットJ・ベンチT・ペレスJ・モーガンP・ローズD・コンセプシオンG・フォスターC・ジェロニモK・グリフィー | 8                            | 遊                           | L・ボーワ                    | 両                           | S・カールトンT・マッカーバーD・アレンD・キャッシュM・シュミットL・ボーワG・ルジンスキーG・マドックスO・ブラウン |
| 9                    | 投                   | D・ガレット          | 右                   | D・ガレットJ・ベンチT・ペレスJ・モーガンP・ローズD・コンセプシオンG・フォスターC・ジェロニモK・グリフィー | 9                            | 投                           | S・カールトン                | 左                           | S・カールトンT・マッカーバーD・アレンD・キャッシュM・シュミットL・ボーワG・ルジンスキーG・マドックスO・ブラウン |
| 先発投手             | 先発投手             | 先発投手             | 投球                 | D・ガレットJ・ベンチT・ペレスJ・モーガンP・ローズD・コンセプシオンG・フォスターC・ジェロニモK・グリフィー | 先発投手                     | 先発投手                     | 先発投手                     | 投球                         | S・カールトンT・マッカーバーD・アレンD・キャッシュM・シュミットL・ボーワG・ルジンスキーG・マドックスO・ブラウン |
| D・ガレット          | D・ガレット          | D・ガレット          | 左                   | D・ガレットJ・ベンチT・ペレスJ・モーガンP・ローズD・コンセプシオンG・フォスターC・ジェロニモK・グリフィー | S・カールトン                | S・カールトン                | S・カールトン                | 左                           | S・カールトンT・マッカーバーD・アレンD・キャッシュM・シュミットL・ボーワG・ルジンスキーG・マドックスO・ブラウン |

### 第2戦 10月10日
- ベテランズ・スタジアム（ペンシルベニア州フィラデルフィア）

|                              | 1 | 2 | 3 | 4 | 5 | 6 | 7 | 8 | 9 | R | H  | E |
| ---------------------------- | - | - | - | - | - | - | - | - | - | - | -- | - |
| シンシナティ・レッズ         | 0 | 0 | 0 | 0 | 0 | 4 | 2 | 0 | 0 | 6 | 6  | 0 |
| フィラデルフィア・フィリーズ | 0 | 1 | 0 | 0 | 1 | 0 | 0 | 0 | 0 | 2 | 10 | 1 |

1. 勝利：パット・ザクリー（1勝）
2. セーブ：ペドロ・ボーボン（1S）
3. 敗戦：ジム・ロンボーグ（1敗）
4. 本塁打
PHI：グレッグ・ルジンスキー1号ソロ
5. 審判
［球審］ジェリー・デイル
［塁審］一塁: ディック・ステーロ、二塁: エド・バーゴ、三塁: ダグ・ハーヴェイ
［外審］左翼: テリー・テイタ、右翼: エド・スドル
6. 昼間試合  試合時間: 2時間24分  観客: 6万2651人
詳細: MLB.com Gameday / Baseball-Reference.com

| シンシナティ・レッズ | シンシナティ・レッズ | シンシナティ・レッズ | シンシナティ・レッズ | シンシナティ・レッズ                                                                                      | フィラデルフィア・フィリーズ | フィラデルフィア・フィリーズ | フィラデルフィア・フィリーズ | フィラデルフィア・フィリーズ | フィラデルフィア・フィリーズ                                                                                  |
| -------------------- | -------------------- | -------------------- | -------------------- | --- | ---------------------------- | ---------------------------- | ---------------------------- | ---------------------------- | --- |
| 打順                 | 守備                 | 選手                 | 打席                 | P・ザクリーJ・ベンチT・ペレスJ・モーガンP・ローズD・コンセプシオンG・フォスターC・ジェロニモK・グリフィー | 打順                         | 守備                         | 選手                         | 打席                         | J・ロンボーグB・ブーンD・アレンD・キャッシュM・シュミットL・ボーワG・ルジンスキーG・マドックスJ・ジョンストン |
| 1                    | 三                   | P・ローズ            | 両                   | P・ザクリーJ・ベンチT・ペレスJ・モーガンP・ローズD・コンセプシオンG・フォスターC・ジェロニモK・グリフィー | 1                            | 二                           | D・キャッシュ                | 右                           | J・ロンボーグB・ブーンD・アレンD・キャッシュM・シュミットL・ボーワG・ルジンスキーG・マドックスJ・ジョンストン |
| 2                    | 右                   | K・グリフィー        | 左                   | P・ザクリーJ・ベンチT・ペレスJ・モーガンP・ローズD・コンセプシオンG・フォスターC・ジェロニモK・グリフィー | 2                            | 中                           | G・マドックス                | 右                           | J・ロンボーグB・ブーンD・アレンD・キャッシュM・シュミットL・ボーワG・ルジンスキーG・マドックスJ・ジョンストン |
| 3                    | 二                   | J・モーガン          | 左                   | P・ザクリーJ・ベンチT・ペレスJ・モーガンP・ローズD・コンセプシオンG・フォスターC・ジェロニモK・グリフィー | 3                            | 三                           | M・シュミット                | 右                           | J・ロンボーグB・ブーンD・アレンD・キャッシュM・シュミットL・ボーワG・ルジンスキーG・マドックスJ・ジョンストン |
| 4                    | 一                   | T・ペレス            | 右                   | P・ザクリーJ・ベンチT・ペレスJ・モーガンP・ローズD・コンセプシオンG・フォスターC・ジェロニモK・グリフィー | 4                            | 左                           | G・ルジンスキー              | 右                           | J・ロンボーグB・ブーンD・アレンD・キャッシュM・シュミットL・ボーワG・ルジンスキーG・マドックスJ・ジョンストン |
| 5                    | 左                   | G・フォスター        | 右                   | P・ザクリーJ・ベンチT・ペレスJ・モーガンP・ローズD・コンセプシオンG・フォスターC・ジェロニモK・グリフィー | 5                            | 一                           | D・アレン                    | 右                           | J・ロンボーグB・ブーンD・アレンD・キャッシュM・シュミットL・ボーワG・ルジンスキーG・マドックスJ・ジョンストン |
| 6                    | 捕                   | J・ベンチ            | 右                   | P・ザクリーJ・ベンチT・ペレスJ・モーガンP・ローズD・コンセプシオンG・フォスターC・ジェロニモK・グリフィー | 6                            | 右                           | J・ジョンストン              | 左                           | J・ロンボーグB・ブーンD・アレンD・キャッシュM・シュミットL・ボーワG・ルジンスキーG・マドックスJ・ジョンストン |
| 7                    | 中                   | C・ジェロニモ        | 左                   | P・ザクリーJ・ベンチT・ペレスJ・モーガンP・ローズD・コンセプシオンG・フォスターC・ジェロニモK・グリフィー | 7                            | 捕                           | B・ブーン                    | 右                           | J・ロンボーグB・ブーンD・アレンD・キャッシュM・シュミットL・ボーワG・ルジンスキーG・マドックスJ・ジョンストン |
| 8                    | 遊                   | D・コンセプシオン    | 右                   | P・ザクリーJ・ベンチT・ペレスJ・モーガンP・ローズD・コンセプシオンG・フォスターC・ジェロニモK・グリフィー | 8                            | 遊                           | L・ボーワ                    | 両                           | J・ロンボーグB・ブーンD・アレンD・キャッシュM・シュミットL・ボーワG・ルジンスキーG・マドックスJ・ジョンストン |
| 9                    | 投                   | P・ザクリー          | 右                   | P・ザクリーJ・ベンチT・ペレスJ・モーガンP・ローズD・コンセプシオンG・フォスターC・ジェロニモK・グリフィー | 9                            | 投                           | J・ロンボーグ                | 右                           | J・ロンボーグB・ブーンD・アレンD・キャッシュM・シュミットL・ボーワG・ルジンスキーG・マドックスJ・ジョンストン |
| 先発投手             | 先発投手             | 先発投手             | 投球                 | P・ザクリーJ・ベンチT・ペレスJ・モーガンP・ローズD・コンセプシオンG・フォスターC・ジェロニモK・グリフィー | 先発投手                     | 先発投手                     | 先発投手                     | 投球                         | J・ロンボーグB・ブーンD・アレンD・キャッシュM・シュミットL・ボーワG・ルジンスキーG・マドックスJ・ジョンストン |
| P・ザクリー          | P・ザクリー          | P・ザクリー          | 右                   | P・ザクリーJ・ベンチT・ペレスJ・モーガンP・ローズD・コンセプシオンG・フォスターC・ジェロニモK・グリフィー | J・ロンボーグ                | J・ロンボーグ                | J・ロンボーグ                | 右                           | J・ロンボーグB・ブーンD・アレンD・キャッシュM・シュミットL・ボーワG・ルジンスキーG・マドックスJ・ジョンストン |

### 第3戦 10月12日
- リバーフロント・スタジアム（オハイオ州シンシナティ）

|                              | 1 | 2 | 3 | 4 | 5 | 6 | 7 | 8 | 9  | R | H  | E |
| ---------------------------- | - | - | - | - | - | - | - | - | -- | - | -- | - |
| フィラデルフィア・フィリーズ | 0 | 0 | 0 | 1 | 0 | 0 | 2 | 2 | 1  | 6 | 11 | 0 |
| シンシナティ・レッズ         | 0 | 0 | 0 | 0 | 0 | 0 | 4 | 0 | 3x | 7 | 9  | 2 |

1. 勝利：ローリー・イーストウィック（1勝）
2. 敗戦：ジーン・ガーバー（1敗）
3. 本塁打
CIN：ジョージ・フォスター2号ソロ、ジョニー・ベンチ1号ソロ
4. 審判
［球審］ディック・ステーロ
［塁審］一塁: エド・バーゴ、二塁: ダグ・ハーヴェイ、三塁: テリー・テイタ
［外審］左翼: エド・スドル、右翼: ジェリー・デイル
5. 昼間試合  試合時間: 2時間43分  観客: 5万5047人
詳細: MLB.com Gameday / Baseball-Reference.com

| フィラデルフィア・フィリーズ | フィラデルフィア・フィリーズ | フィラデルフィア・フィリーズ | フィラデルフィア・フィリーズ | フィラデルフィア・フィリーズ                                                                              | シンシナティ・レッズ | シンシナティ・レッズ | シンシナティ・レッズ | シンシナティ・レッズ | シンシナティ・レッズ                                                                                      |
| ---------------------------- | ---------------------------- | ---------------------------- | ---------------------------- | --- | -------------------- | -------------------- | -------------------- | -------------------- | --- |
| 打順                         | 守備                         | 選手                         | 打席                         | J・カートB・ブーンD・アレンD・キャッシュM・シュミットL・ボーワG・ルジンスキーG・マドックスJ・ジョンストン | 打順                 | 守備                 | 選手                 | 打席                 | G・ノーランJ・ベンチT・ペレスJ・モーガンP・ローズD・コンセプシオンG・フォスターC・ジェロニモK・グリフィー |
| 1                            | 二                           | D・キャッシュ                | 右                           | J・カートB・ブーンD・アレンD・キャッシュM・シュミットL・ボーワG・ルジンスキーG・マドックスJ・ジョンストン | 1                    | 三                   | P・ローズ            | 両                   | G・ノーランJ・ベンチT・ペレスJ・モーガンP・ローズD・コンセプシオンG・フォスターC・ジェロニモK・グリフィー |
| 2                            | 中                           | G・マドックス                | 右                           | J・カートB・ブーンD・アレンD・キャッシュM・シュミットL・ボーワG・ルジンスキーG・マドックスJ・ジョンストン | 2                    | 右                   | K・グリフィー        | 左                   | G・ノーランJ・ベンチT・ペレスJ・モーガンP・ローズD・コンセプシオンG・フォスターC・ジェロニモK・グリフィー |
| 3                            | 三                           | M・シュミット                | 右                           | J・カートB・ブーンD・アレンD・キャッシュM・シュミットL・ボーワG・ルジンスキーG・マドックスJ・ジョンストン | 3                    | 二                   | J・モーガン          | 左                   | G・ノーランJ・ベンチT・ペレスJ・モーガンP・ローズD・コンセプシオンG・フォスターC・ジェロニモK・グリフィー |
| 4                            | 左                           | G・ルジンスキー              | 右                           | J・カートB・ブーンD・アレンD・キャッシュM・シュミットL・ボーワG・ルジンスキーG・マドックスJ・ジョンストン | 4                    | 一                   | T・ペレス            | 右                   | G・ノーランJ・ベンチT・ペレスJ・モーガンP・ローズD・コンセプシオンG・フォスターC・ジェロニモK・グリフィー |
| 5                            | 一                           | D・アレン                    | 右                           | J・カートB・ブーンD・アレンD・キャッシュM・シュミットL・ボーワG・ルジンスキーG・マドックスJ・ジョンストン | 5                    | 左                   | G・フォスター        | 右                   | G・ノーランJ・ベンチT・ペレスJ・モーガンP・ローズD・コンセプシオンG・フォスターC・ジェロニモK・グリフィー |
| 6                            | 右                           | J・ジョンストン              | 左                           | J・カートB・ブーンD・アレンD・キャッシュM・シュミットL・ボーワG・ルジンスキーG・マドックスJ・ジョンストン | 6                    | 捕                   | J・ベンチ            | 右                   | G・ノーランJ・ベンチT・ペレスJ・モーガンP・ローズD・コンセプシオンG・フォスターC・ジェロニモK・グリフィー |
| 7                            | 捕                           | B・ブーン                    | 右                           | J・カートB・ブーンD・アレンD・キャッシュM・シュミットL・ボーワG・ルジンスキーG・マドックスJ・ジョンストン | 7                    | 遊                   | D・コンセプシオン    | 右                   | G・ノーランJ・ベンチT・ペレスJ・モーガンP・ローズD・コンセプシオンG・フォスターC・ジェロニモK・グリフィー |
| 8                            | 遊                           | L・ボーワ                    | 両                           | J・カートB・ブーンD・アレンD・キャッシュM・シュミットL・ボーワG・ルジンスキーG・マドックスJ・ジョンストン | 8                    | 中                   | C・ジェロニモ        | 左                   | G・ノーランJ・ベンチT・ペレスJ・モーガンP・ローズD・コンセプシオンG・フォスターC・ジェロニモK・グリフィー |
| 9                            | 投                           | J・カート                    | 左                           | J・カートB・ブーンD・アレンD・キャッシュM・シュミットL・ボーワG・ルジンスキーG・マドックスJ・ジョンストン | 9                    | 投                   | G・ノーラン          | 右                   | G・ノーランJ・ベンチT・ペレスJ・モーガンP・ローズD・コンセプシオンG・フォスターC・ジェロニモK・グリフィー |
| 先発投手                     | 先発投手                     | 先発投手                     | 投球                         | J・カートB・ブーンD・アレンD・キャッシュM・シュミットL・ボーワG・ルジンスキーG・マドックスJ・ジョンストン | 先発投手             | 先発投手             | 先発投手             | 投球                 | G・ノーランJ・ベンチT・ペレスJ・モーガンP・ローズD・コンセプシオンG・フォスターC・ジェロニモK・グリフィー |
| J・カート                    | J・カート                    | J・カート                    | 左                           | J・カートB・ブーンD・アレンD・キャッシュM・シュミットL・ボーワG・ルジンスキーG・マドックスJ・ジョンストン | G・ノーラン          | G・ノーラン          | G・ノーラン          | 右                   | G・ノーランJ・ベンチT・ペレスJ・モーガンP・ローズD・コンセプシオンG・フォスターC・ジェロニモK・グリフィー |